# Station IJmuiden Julianakade
Station IJmuiden Julianakade (geografische verkorting: IJmj), bij opening IJmuiden Oost, was een station aan de voormalige IJmondlijn tussen Santpoort-Noord en IJmuiden. Het station was geopend van 4 oktober 1925 tot de sluiting van de spoorlijn op 25 september 1983. In tegenstelling tot de meeste andere stations aan de IJmondlijn, is dit station vrijwel direct na sluiting van de spoorlijn voor reizigersverkeer opgebroken.
Vanwege de Duitse bezetting heette het station van 24 augustus 1942 tot 15 augustus 1945 IJmuiden Zuiderkade.

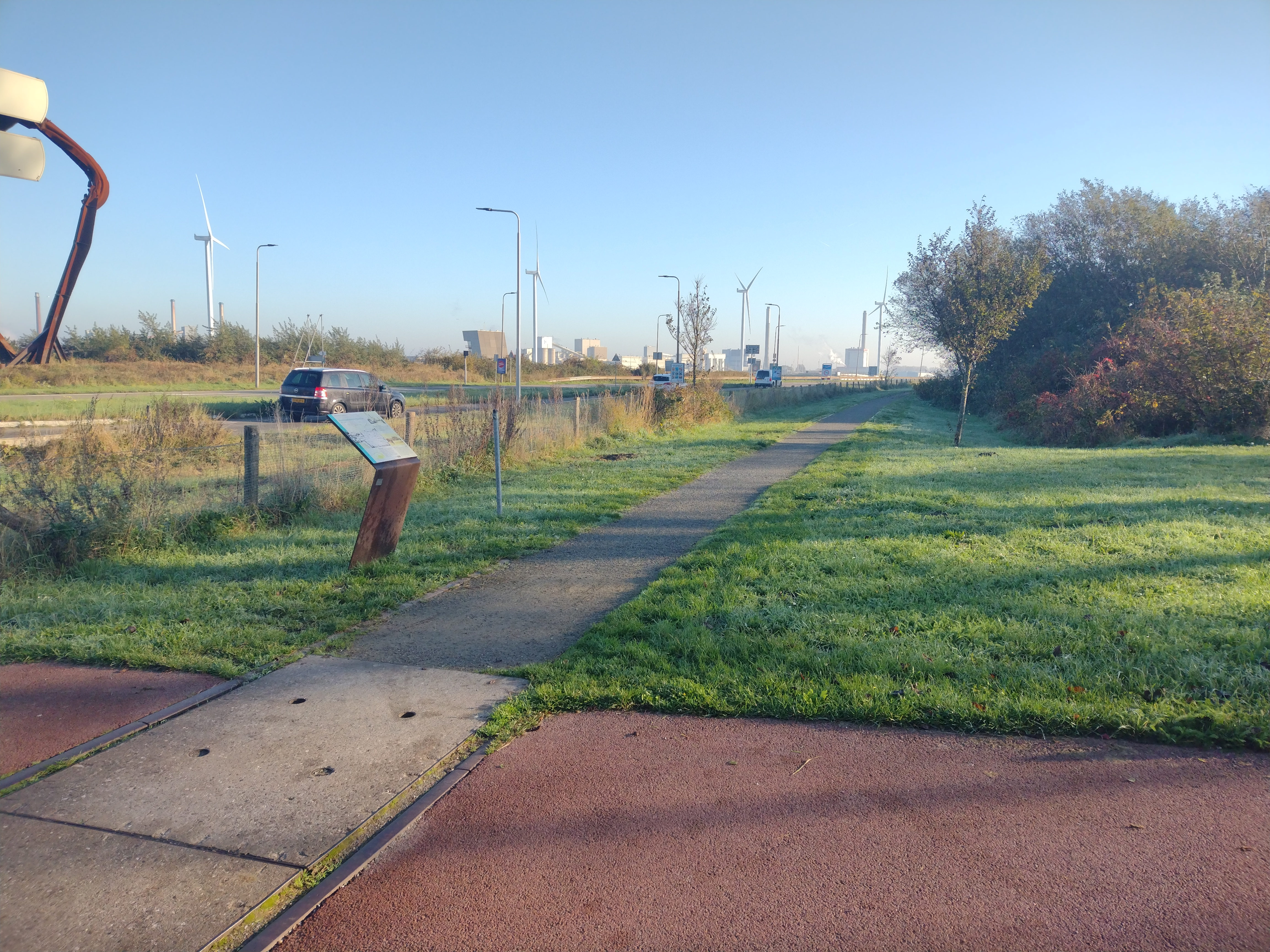
Plek van het voormalige station